# Wind Lake
Wind Lake statisztikai település az Amerikai Egyesült Államok Wisconsin államában, Racine megyében. Lakosainak száma 5355 fő (2020. április 1.).

## Népesség
A település népességének változása:

| 2010 | 5 342 |
| 2020 | 5 355 |